# Ayissi Le Duc
Ayissi Le Duc, né Luc Séraphin Ayissi Fouda le 29 avril 1962 à Yaoundé, est un artiste et chorégraphe camerounais spécialisé dans le Bikutsi.

## Biographie

### Enfance, éducation et débuts
Ayissi Le Duc, de son nom complet Luc Séraphin Ayissi Fouda, né le 29 avril 1962, est le fils ainé de Jean-Baptiste Ayissi Ntsama et de Julienne Honorine Eyenga Fouda,,,. Il grandit à Yaoundé dans une famille de sportifs et d'artistes avant de s'installer en France pour poursuivre sa carrière professionnelle.

### Carrière
Ayissi Le Duc est connu pour avoir représenté le Cameroun comme danseur et chorégraphe des musiques camerounaises, notamment du Bikutsi,,. Il est auteur d'un ouvrage sur les arts de la danse et la spiritualité au Cameroun.

### Vie privée
Ayissi Le Duc est le frère de l'artiste Chantal Ayissi. Il est père de plusieurs enfants,.